# 温孚江
温孚江（1955年—），男，山东龙口人，中华人民共和国政治人物。山东农业大学校长。

## 生平
早年毕业于山东农学院、山东农业大学植物病理专业。1986年，在美国普渡大学攻读博士学位。之后供职于山东农业大学遗传所，后担任山东农业大学校长。2008年，任山东省人大常委会副主任。